# Sveno Laurentii
Sveno Laurentii, död 1627 i Åsbo socken, var en svensk präst i Åsbo församling. 

## Biografi
Sveno Laurentii blev 1567 kyrkoherde i Åsbo församling. Han skrev 13 juli 1568 på hertig Johans trohetslöfte. Laurentii skrev 25 januari 1569 på riksdagsbeslutet 1569. Skrev under på Uppsala mötes beslut 1593. Bekräftelse på Söderköpings riksdag 1595 och beslutet i Vadstena 25 juni 1598. Han lämnade över kyrkoherdetjänsten 1614 till sonen Johannes Svenonis Kaliander (död 1637). Laurentii avled 1627 i Åsbo socken.